# Clausilia whateliana
Clausilia whateliana is een slakkensoort uit de familie van de Clausiliidae. De wetenschappelijke naam van de soort werd voor het eerst geldig gepubliceerd in 1850 door Charpentier.

## Ondersoorten
- Clausilia whateliana exoptata A. Schmidt, 1856
- Clausilia whateliana whateliana Charpentier, 1850